# Pater Sangersbrug
De Pater Sangersbrug in een brug over de Maas tussen de Nederlandse plaats Roosteren en het Belgische Maaseik. Op de brug gaat de N296 over in de Belgische N761. De brug heeft een lengte van circa 150 meter en is van het type stalen kokerliggerbrug. De brug is genoemd naar Pater Willem Sangers (1915-1987) een bekende Limburger en Maaslander uit Stevensweert die na de oorlog een grote bijdrage leverde aan het dichter bij elkaar brengen van Nederlands- en Belgisch-Limburg.
Ondanks dat de brug op de grens ligt tussen Nederland en België, is de brug volledig in beheer van het Vlaams Gewest. Over de brug loopt een weg met één rijstrook per richting en fietspaden aan weerszijden. In het voorjaar van 2022 werd berekend dat de brug wordt vervangen omdat de brug in een nog slechtere staat verkeerd dan gedacht door hevige regenval en overstromingen. De Vlaamse minister van Mobiliteit en Openbare Werken Lydia Peeters van de Open VLD heeft De Vlaamse Waterweg de opdracht gegeven om te zoeken hoe de brug er uit moet komen te zien en waar deze moet komen. Er is reeds 8 miljoen euro gereserveerd door de Vlaamse overheid, maar ook het Nederlandse Rijkswaterstaat is gevraagd mee te helpen in de financiering vanwege het eveneens cruciale belang van de brug voor Nederland.